# Cratere Bonestell
Bonestell  è un cratere sulla superficie di Marte.